# 世界選手権大会
世界選手権大会（せかいせんしゅけんたいかい、英語: world championship）とは、スポーツ・ゲーム・技能などの分野において、各競技・種目別の世界一を決めるための選手権大会である。
世界選手権大会は「世界選手権」「ワールドカップ」「グランプリ」の名称で、世界の各地で開催されている。特に個人競技で「世界選手権」と称される大会は、年に1回の大会を開催して優勝者が決定され、「ワールドカップ」や「グランプリ」と称される大会は1年に開催地を変えて数回の大会を開催し、その順位を点数換算して年間の総合獲得点により総合優勝者が決定される。
なお、どちらか一方の国際大会のみが開催される競技では、同じ大会を指して呼びかえている場合もあるが「世界選手権」「ワールドカップ」「グランプリ」は、同年に併行して開催される場合も多いため、それぞれ別々のものとして扱うのが本意義である。また、この大会で優勝した選手や団体は世界チャンピオンとも呼ばれる。

## 武術・武道・格闘技

### 総合格闘技
- アマチュア総合格闘技世界選手権

### レスリング
- レスリング世界選手権

### ボクシング
- AIBA世界ボクシング選手権
- AIBA世界女子ボクシング選手権

### キックボクシング
- WKA世界選手権（世界キックボクシング協会主催）
- ISKA世界選手権（国際競技キックボクシング協会主催）
- WAKO世界選手権（世界キックボクシング団体協会主催）
- WAKOワールドカップ（世界キックボクシング団体協会認定）
- IKFワールド・クラシック（国際キックボクシング連盟主催）
- WFK世界キックボクシング選手権（世界キックボクシング連盟主催）

### ムエタイ
- ムエタイ世界選手権（国際アマチュアムエタイ連盟主催）
- WMF世界選手権（世界ムエタイ連盟主催）

### 散打
- 世界武術選手権（国際武術連盟主催）
- 散手ワールドカップ（国際武術連盟主催）

### 空手

#### 空手道
- 世界空手道選手権大会（世界空手道連盟主催）
- 松濤杯争奪世界空手道選手権（日本空手協会主催）
- 世界空手道選手権（國際松濤館空手道連盟主催）
- 世界空手道選手権（日本空手松涛連盟主催）
- 空手之道世界連盟世界大会（空手之道世界連盟主催）
- 和道会ワールド空手道カップ（全日本空手道連盟和道会主催）
  - その他、流派別に多数存在する。

#### 極真空手
- 全世界空手道選手権大会
  - その他、各派閥で世界選手権が個々に開催されている。

### 柔道
- 世界柔道選手権大会
- 世界形選手権大会

### 剣道
- 世界剣道選手権大会

### 弓道
- 世界弓道大会

### なぎなた
- 世界なぎなた選手権大会

### 相撲
- 世界相撲選手権大会
- 世界女子相撲選手権大会
- 世界ジュニア相撲選手権大会

### ブラジリアン柔術
- 世界柔術選手権（国際ブラジリアン柔術連盟主催）

### グラップリング
- ADCCサブミッション・ファイティング世界選手権

### パンクラチオン
- パンクラチオン世界選手権

### 少林寺拳法
- 少林寺拳法世界大会

### 躰道
- 世界躰道選手権大会

### フェンシング
- フェンシング世界選手権

### サンボ
- 世界サンボ選手権大会（英語版）

## 陸上スポーツ

### 陸上競技
- 世界陸上競技選手権大会
- 世界室内陸上競技選手権大会
- 世界クロスカントリー選手権大会
- 世界ロードランニング選手権大会
- IAU100km世界選手権
- IAU24時間走世界選手権
- 世界マスターズ陸上競技選手権大会

### オリエンテーリング
- 世界オリエンテーリング選手権
- 世界トレイル・オリエンテーリング選手権
- 世界スキーオリエンテーリング選手権
- 世界MTBオリエンテーリング選手権
- 世界ジュニアオリエンテーリング選手権
- オリエンテーリング・ワールドカップ

## 水泳

### 競泳
- 世界水泳選手権
- 世界短水路選手権
- FINA競泳ワールドカップ
- 世界マスターズ水泳選手権（FINA World Masters Championships）
- 世界ジュニア水泳選手権

### ハイダイビング
- FINAハイダイビングワールドカップ
- レッドブル・クリフダイビング・ワールドシリーズ（英語版）

## 体操

### 体操競技
- 世界体操競技選手権

### 新体操
- 世界新体操選手権

## 球技

### 野球
- ワールドベースボールクラシック
- WBSC女子野球ワールドカップ
- 世界大学野球選手権大会
- WBSC U-18ワールドカップ

### クリケット
- クリケット・ワールドカップ
- ICC T20ワールドカップ
- 女子クリケット・ワールドカップ

### ソフトボール
- WBSC男子ソフトボールワールドカップ
- WBSC女子ソフトボールワールドカップ

### ラグビー

#### ラグビー
- ラグビーワールドカップ
- 女子ラグビーワールドカップ
- ラグビージュニア世界選手権

#### 7人制ラグビー
- ラグビーワールドカップセブンズ

#### ラグビーリーグ
- ラグビーリーグ・ワールドカップ

### アメリカンフットボール
- アメリカンフットボール・ワールドカップ

### サッカー

#### サッカー
- FIFAワールドカップ
- FIFA女子ワールドカップ
- FIFA U-20ワールドカップ
- FIFA U-20女子ワールドカップ
- FIFA U-17ワールドカップ
- FIFA U-17女子ワールドカップ
- FIFAクラブワールドカップ
- FIFA女子クラブワールドカップ

#### フットサル
- FIFAフットサルワールドカップ
- FIFAフットサル女子ワールドカップ

#### ビーチサッカー
- FIFAビーチサッカーワールドカップ

### バスケットボール
- FIBAバスケットボール・ワールドカップ
- FIBA女子バスケットボール・ワールドカップ
- FIBA U19バスケットボール・ワールドカップ
- FIBA U17バスケットボール・ワールドカップ

#### 3x3バスケットボール
- FIBA3x3ワールドカップ

#### 車いすバスケットボール
- IWBF車いすバスケットボール世界選手権

### バレーボール

#### バレーボール
- バレーボール世界選手権
- バレーボール女子ユース世界選手権
- バレーボール女子ジュニア世界選手権
- バレーボール男子ユース世界選手権
- バレーボール男子ジュニア世界選手権
- 世界U-23バレーボール選手権

#### ビーチバレーボール
- ビーチバレーボール世界選手権

### ハンドボール
- 世界男子ハンドボール選手権
- 世界女子ハンドボール選手権

### テニス

#### テニス
- ウィンブルドン選手権
- 全仏オープン
- 全米オープン
- 全豪オープン
- デビスカップ（男子）
- ビリー・ジーン・キング・カップ（女子）

#### ソフトテニス
- 世界ソフトテニス選手権

#### ジュ・ド・ポーム
- 世界選手権
- グランドスラム

### 卓球
- 世界卓球選手権
- 世界ジュニア卓球選手権

### バドミントン
- 世界バドミントン選手権大会（個人戦）
- トマス杯（男子国別対抗団体戦）
- ユーバー杯（女子国別対抗団体戦）
- スディルマン杯（男女シングルス、男女ダブルス、混合ダブルスの国別対抗団体戦）
- 世界ジュニアバドミントン選手権大会
- パラバドミントン世界選手権

### フィールドホッケー
- ホッケー・ワールドカップ

### ゴルフ
- 世界ゴルフ選手権
- メジャー選手権

### ボウリング
- 世界ボウリング選手権
- AMFワールドカップ

### ビリヤード
- 世界スヌーカー選手権
- 世界ナインボール選手権

### ゲートボール
- 世界ゲートボール選手権大会

## ウィンタースポーツ

### スキー

#### ノルディックスキー
- ノルディックスキー世界選手権
- ノルディックスキージュニア世界選手権
- スキーフライング世界選手権

#### アルペンスキー
- アルペンスキー世界選手権
- アルペンスキージュニア世界選手権

#### フリースタイルスキー
- フリースタイルスキー世界選手権
- フリースタイルスキージュニア世界選手権

#### スピードスキー
- スピードスキーイング世界選手権

#### グラススキー
- グラススキー世界選手権
- グラススキージュニア世界選手権

#### テレマークスキー
- テレマークスキー世界選手権
- テレマークスキージュニア世界選手権

#### ローラースキー
- ローラースキー世界選手権

### スノーボード
- スノーボード世界選手権
- スノーボードジュニア世界選手権

### そり競技
- FIBT世界選手権
- リュージュ世界選手権

### スケート

#### フィギュアスケート
- 世界フィギュアスケート選手権
- ISUグランプリシリーズ
- 世界ジュニアフィギュアスケート選手権（若年層）
- ISUジュニアグランプリ（若年層）

#### スピードスケート
- 世界スピードスケート選手権大会
- 世界距離別スピードスケート選手権大会
- ISUスピードスケート・ワールドカップ
- 世界ショートトラックスピードスケート選手権大会
- ISUショートトラックスピードスケート・ワールドカップ

#### アイスホッケー
- アイスホッケー世界選手権
- 女子アイスホッケー世界選手権
- アイスホッケーU20世界選手権
- アイスホッケーU18世界選手権
- 女子アイスホッケーU18世界選手権

### カーリング
- 世界女子カーリング選手権
- 世界男子カーリング選手権
- 世界ジュニアカーリング選手権
  - 世界ジュニアBカーリング選手権
- 世界ミックスダブルスカーリング選手権
- 世界ミックスカーリング選手権
- 世界シニアカーリング選手権
- 世界車いすカーリング選手権

## ウォータースポーツ

### カヌー

#### カヌー
- カヌースプリント世界選手権
- カヌー・ワールドカップ

#### カヤック
- カヌースラローム世界選手権
- カヤック・ワールドカップ

### ボート競技
- 世界ボート選手権

### ヨット
- ルイ・ヴィトンカップ
- アメリカスカップ

### サーフィン
- ISAワールドサーフゲームズ

### ウィンドサーフィン
- PWAワールド・ツアー
- フォーミュラ・ウィンドサーフィン・ワールドツアー
- レースボード世界選手権
- ISWCスピードワールドカップ
- RS:X世界選手権
- Techno293世界選手権
- A.S.A国際ウィンドサーフィン選手権

### セーリング
- セーリング世界選手権

## 自転車競技

### ロードレース
- 世界選手権自転車競技大会ロードレース

### トラック自転車競技
- 世界選手権自転車競技大会トラックレース
- ジュニア世界選手権自転車競技大会

### マウンテンバイク
- マウンテンバイク世界選手権
- マウンテンバイク・マラソン世界選手権
- マスター・マウンテンバイク世界選手権

### BMX
- BMX世界選手権

### シクロクロス
- 世界選手権自転車競技大会シクロクロス
- マスター・シクロクロス世界選手権

### 室内自転車競技
- 室内自転車競技世界選手権

### パラサイクリング
- パラサイクリング・ロード世界選手権
- パラサイクリング・トラック世界選手権

## モータースポーツ

### 自動車競技
- FIA フォーミュラ1世界選手権 (F1)
- FIA 世界ラリー選手権 (WRC)
- FIA 世界耐久選手権 (WEC)
- FIA 世界ラリークロス選手権 (World RX)
- FIA フォーミュラE世界選手権
- マカオグランプリ（F3世界一決定戦）
- CIK-FIA 世界カート選手権
- 世界UTV選手権
- WPSフライレーシングテラクロス選手権

### オートバイ競技
- ロードレース世界選手権 (MotoGP)
- スーパーバイク世界選手権 (WSBまたはSBK)
- スーパースポーツ世界選手権 (WSS)
- モトクロス世界選手権
- トライアル世界選手権
- エンデューロ世界選手権
- FIM世界耐久選手権
- FIMサイドカー世界選手権（英語版）

### モーターボート競技
- F1パワーボート世界選手権

### ジェットスポーツ
- IJSBAワールドファイナル
- エアレース世界選手権

## 射的競技

### アーチェリー
- アーチェリー世界選手権

### ダーツ
- PDC ワールド・ダーツ・チャンピオンシップ
- PDC ウィメンズ・ワールド・チャンピオンシップ
- PDC ワールド・ユース・チャンピオンシップ
- PDC ワールド・カップ・オヴ・ダーツ
- BDO ワールド・プロフェッショナル・ダーツ・チャンピオンシップス
- WDF ワールド・カップ

## スカイスポーツ

### 熱気球
- 熱気球世界選手権

## マインドスポーツ

### eスポーツ
- FIFAeワールドカップ（FIFA主催）
- エレクトロニック・スポーツ・リーグ（ESL）
- World Cyber Games
- The International
- League of Legends World Championship

### チェッカー
- 世界チェッカー選手権

### チェス
- 世界チェス選手権

### コントラクトブリッジ
- 世界ブリッジ選手権

### バックギャモン
- 世界バックギャモン選手権

### モノポリー
- モノポリー世界選手権

### シャンチー
- 世界シャンチー選手権

### 囲碁
- 世界アマチュア囲碁選手権戦
- 応昌期杯世界プロ囲碁選手権戦
- 三星火災杯世界オープン戦
- LG杯世界棋王戦
- 春蘭杯世界囲碁選手権戦
- トヨタ&デンソー杯囲碁世界王座戦
- 正官庄杯世界女子囲碁最強戦
- ING杯世界コンピュータ囲碁大会

### 将棋
- 世界コンピュータ将棋選手権
- 国際将棋トーナメント

### 連珠
- 連珠世界選手権

### オセロ
- 世界オセロ選手権

### 麻雀
- 世界麻雀選手権

## その他の競技

### アマチュア無線
- IARU HFワールド・チャンピオンシップ
- 世界ラジオスポーツチーム選手権

### 重量挙げ
- ウエイトリフティング世界選手権

### トライアスロン
- 世界トライアスロンシリーズ
- 世界ロングディスタンストライアスロン選手権

### ブーメラン
- ブーメランワールドカップ

### ルービックキューブ
- 世界ルービックキューブ選手権大会